# 12 Regras para a Vida
12 Regras para a Vida: Um Antídoto para o Caos é um livro de auto-ajuda escrito pelo psicólogo clínico canadense Jordan Peterson. O livro oferece conselhos de vida por meio de ensaios sobre princípios éticos, psicológicos, filosóficos, mitológicos e religiosos, e também por meio de anedotas e histórias do autor (tanto pessoais como profissionais).
Foi escrito num estilo mais acessível do que o seu livro anterior, mais acadêmico, Maps of Meaning: The Architecture of Belief (1999).
O livro ficou no topo das listas de mais vendidos no Canadá, Estados Unidos e Reino Unido, e vendeu mais de três milhões de cópias. Peterson embarcou num tour mundial para promovê-lo, passando por mais de 160 cidades nos Estados Unidos da América, no Canadá, Europa, Australia e Nova Zelândia, atraindo uma audiência total de mais de 500,000 pessoas.

## Descrição
O livro foi criado a partir de um hobby de Peterson: responder a perguntas de utilizadores no site Quora. Uma dessas perguntas era: "Quais são as coisas mais valiosas que todos deveriam saber?". A resposta de Peterson consistia em 42 regras, ou máximas. Peterson afirmou que elas não foram escritas para outras pessoas, mas que eram um aviso para ele próprio. Essas regras foram simplificadas e enxutas até restarem as 12 regras que compõem o livro.
O livro é dividido em capítulos, cada qual representando uma regra específica explicada em forma de ensaio. Tem por base a ideia de que o sofrimento está embutido na estrutura do ser, mas apesar de ele poder ser insuportável, as pessoas têm a possibilidade de retrair-se, o que seria um ato "suicida", ou enfrentá-lo e transcendê-lo. Para Peterson, é melhor procurar sentido em vez de felicidade. Ele observa que "tudo bem pensar que o sentido da vida é a felicidade, mas o que acontece quando você está infeliz? A felicidade é um bom efeito colateral. Quando ela vem, aceite-a de bom grado. Mas ela é fugaz e imprevisível. Não é algo a ser visado – pois não é um objetivo. E se a felicidade é o propósito da vida, o que acontece se você está (ou é) infeliz? Então você é um fracasso."
O livro prossegue então com a ideia de que as pessoas deveriam assumir responsabilidade para buscar sentido acima de seus próprios interesses, como o de ser feliz (a sétima regra, "busque o que é significativo, não o que é conveniente"). Tal modo de pensar é retratado em estórias contemporâneas, como a do Pinóquio, d'O Rei Leão e do Harry Potter, bem como em histórias antigas da Bíblia.
Ficar de "costas eretas, ombros para trás" (primeira regra) significa "aceitar a terrível responsabilidade da vida", fazer auto-sacrifícios, pois o indivíduo deve elevar-se acima da vitimização e "conduzir sua vida de tal modo que requeira a rejeição de gratificação imediata, tanto de desejos naturais quanto perversos. A comparação com as estruturas neurológicas e com o comportamento de lagostas é usado como um exemplo natural da formação de hierarquias sociais.

## Recepção e críticas
Hari Kunzru, do The Guardian, disse que os ensaios sobre cada uma das regras são explicados em um estilo demasiado complicado. Kunzru descreveu Peterson como sincero, mas achou o livro irritante por considerar que Peterson falhou em aderir às próprias regras. Tim Lott, em uma entrevista com Peterson para o mesmo jornal, descreveu o livro como atípico para o gênero de auto-ajuda.
Peter Hitchens, para o The Spectator, afirmou não ter gostado do estilo de escrita "coloquial e acessível" e a quantidade de recapitulações, mas notou que o livro tinha "momentos comoventes", "bons conselhos" com uma mensagem "direcionada a pessoas que cresceram no Ocidente pós-cristão", com aplicação especial para homens jovens.

## Estrutura
Após um prefácio escrito pelo psiquiatra Norman Doidge e uma introdução de Peterson, os capítulos do livro, cada qual uma regra, são:
1. Costas eretas, ombros para trás
2. Cuide de si mesmo como cuidaria de alguém sob sua responsabilidade
3. Seja amigo de pessoas que queiram o melhor para você
4. Compare a si mesmo com quem você foi ontem, não com quem outra pessoa é hoje
5. Não deixe que seus filhos façam algo que faça você deixar de gostar deles
6. Deixe sua casa em perfeita ordem antes de criticar o mundo
7. Busque o que é significativo, não o que é conveniente
8. Diga a verdade. Ou, pelo menos, não minta
9. Presuma que a pessoa com quem está conversando possa saber algo que você não sabe
10. Seja preciso no que diz
11. Não incomode as crianças quando estão andando de skate
12. Acaricie um gato ao encontrar um na rua

## Publicidade
Para promover o livro, Peterson fez uma turnê mundial, inicialmente de 14 de janeiro de 2018 a 17 de fevereiro de 2018, incluindo eventos na Inglaterra, Canadá e Estados Unidos.
A segunda parte incluiu três eventos esgotados em março na Austrália, continuando no Beacon Theatre em Nova York, e a terceira parte ocorreu entre o início de maio e junho, inicialmente com dez eventos nos EUA e Canadá e um no Reino Unido.
Até junho, a turnê visitou 45 cidades na América do Norte, Europa e Austrália, atingindo um público de mais de 100.000 pessoas. Segundo Peterson, quase 200.000 pessoas compareceram aos eventos ao vivo até o final de julho.

Como parte da turnê, Peterson deu uma entrevista no Channel 4 News que se tornou viral, recebendo considerável atenção e mais de 36 milhões de visualizações no YouTube.